# Aname kirrama
Aname kirrama is een spinnensoort uit de familie Anamidae. 
Aname kirrama werd in 1984 beschreven door Raven.